# Scott McCloud
Scott McCloud (Boston, 10 giugno 1960) è un fumettista statunitense.

## Biografia
Scott McCloud nasce a Boston, in Massachusetts, e trascorre la maggior parte della sua infanzia a Lexington. Consegue un Bachelor of Fine Arts in illustrazione alla Syracuse University nel 1982. Inizia a lavorare per la DC Comics, nel reparto produzione, dove si occupa del ritocco dei bordi delle tavole e della correzione degli errori di lettering. Nel 1984 crea la serie a fumetti fantascientifica e supereroistica Zot!. Questa sua prima opera viene pubblicata dal 1984 al 1991 dalla Eclipse Comics e consente a McCloud di lasciare l'impiego alla DC per intraprendere la carriera di autore.
Nel 1986 pubblica Destroy!!, una parodia in volume unico dei combattimenti tra supereroi. Questo fumetto è, come nelle intenzioni dell'autore, un lavoro ironico contenente "pura e insensata 
violenza dall'inizio alla fine".
Nel 1990 come esercizio creativo e sfidare l'amico Steve Bissette idea il formato del 24-hour comic, un fumetto di 24 pagine che deve esser ideato, scritto e disegnato in un tempo massimo di 24 ore. Questo darà vita a a partire dal 2004 all'evento 24 Hour Comics Day nel quale decine di fumettisti si mettono alla prova nel creare un fumetto di questo tipo..
Nel 1993 esce, negli Stati Uniti, quello che è il suo lavoro più conosciuto: Capire il fumetto - L'arte invisibile, un comic book che esplora la definizione stessa del fumetto, lo sviluppo storico di tale medium, il suo lessico fondamentale ed i vari modi in cui gli elementi che lo compongono vengono utilizzati. Discute del fumetto come forma d'arte e come mezzo di comunicazione. L'opera, negli anni successivi, viene tradotta in 16 lingue e vince un Harvey Award, un Eisner Award, il Prix de la critique al Festival di Angoulême, è un Notable Book per il New York Times nel 1994 ed è finalista per l'Alph-Art du meilleur album étranger e per il Premio Hugo come Best Related Non-Fiction Book.
Nel 1996 la DC Comics offre a Scott McCloud di scrivere le sceneggiature per il nuovo fumetto Superman Adventures, basato sulla serie animata Le avventure di Superman. Le storie da lui scritte vengono pubblicate nei numeri dal 2 al 13, dal dicembre 1996 al novembre 1997. Nel 1998 pubblica il graphic novel The New Adventures of Abraham Lincoln, realizzato in CGI. Lo stesso anno, inoltre, McCloud lancia il proprio sito web ufficiale.
Il suo penultimo lavoro è un libro di fumetti che ha rappresentato il comunicato stampa di introduzione del browser web di Google, Google Chrome, che è stato pubblicato il 1º settembre 2008. Nel 2009 McCloud appare in The Cartoonist, un documentario sulla vita e le opere di Jeff Smith, autore della serie a fumetti Bone.
Nel 2015, McCloud dà alle stampe il suo primo graphic novel intitolato Lo scultore.

## Riconoscimenti
- Premio Yellow Kid al Salone Internazionale dei Comics (1996)